# Семёновский Завод
Семёновский Заво́д — посёлок в Шатурском муниципальном районе Московской области. Входит в состав Кривандинского сельского поселения. Население — 20 чел. (2010).

## Расположение
Посёлок Семёновский Завод расположен в западной части Шатурского района, расстояние до МКАД порядка 137 км. Высота над уровнем моря 150 м.

## История
Предприятие Семёновский завод образовано в 60-х годах XX века на месте, называемом Въезжий Бор. В XIX веке здесь находилась лесопильня братьев Хлудовых и смолокурянный завод.
В советское время деревня входила в Лузгаринский сельсовет.
В 1993 году население посёлка составляло 6 жителей, 6 дворов.

## Население
| 1993 | 2002 | 2006 | 2010 |
| ---- | ---- | ---- | ---- |
| 6    | ↘0   | ↗47  | ↘20  |